# Baños árabes (Torres Torres)
Los Baños Árabes de Torres Torres se encuentran situados en la plaza de la Iglesia número 5 de Torres Torres (Valencia), Comunidad Valenciana, España. Se hallan junto a la población, asociadamente a la Séquia Major de Sagunt que bordea el antiguo núcleo urbano.
El recinto cubierto de los Baños es una planta de forma rectangular que contiene tres salas también rectangulares cubiertas con bóvedas, dispuestas en paralelo y en orientación norte-sur, conocidas con los nombres de fría, tibia y caliente. La entrada en los Baños se localizaba en el norte. Desde el vestíbulo se accedía por una puerta de medio punto a la sala fría. La sala fría es la más austera de las tres. La sala tibia es la de mayor superficie y anchura. Está dividida en tres partes por medio de dos arcos de medio punto hechos con ladrillos, que conforman dos alcobas laterales levantadas un escalón con respecto al espacio central. La tercera sala es la caliente y tiene una superficie de unos 6,80 x 2,42 m, y se calienta por una cámara subterránea donde se inyecta aire caliente. 
El pavimento de los Baños es de ladrillos cocidos dispuestos en espina de pez La iluminación del interior se consigue por las lucernas. Son de sección estrellada y troncopiramidales de base en el intradós de la bóveda.
La excavación arqueológica de 2003 ha permitido, además de ofrecer una datación más precisa -siglo XIV, ya en época cristiana-, documentar las estructuras correspondientes al Vestíbulo o sala de descanso de los baños. La estancia es de planta cuadrada, con muros perimetrales construidos de tapia con costra de mortero.
Tipológicamente, los Baños de Torres Torres responden al modelo que se repite a lo largo de toda la geografía histórica árabe: tres salas con una central mes ancha. Las lucernas de sección estrellada y forma en tronco de pirámide, son estilísticamente representativas de la arquitectura árabe. El sistema hidráulico, basado particularmente en el abastecimiento de la Sequía Major de Sagunt, podía verse complementado por un aljibe vecino, del cual derivaría el que, concebido para servicio de la población, aún subsiste.